# ژونگ تیانشی
ژونگ تیانشی (انگلیسی: Zhong Tianshi؛ زادهٔ ۲ فوریهٔ ۱۹۹۱) یک دوچرخه‌سوار اهل جمهوری خلق چین است.
وی در مسابقات کشوری و بین‌المللی در مجموع برندهٔ ۳ مدال طلا، ۱ مدال نقره، ۲ مدال برنز شده‌است.